# Extrapolace
Extrapolace je použití známé zkušenosti či informace na oblast doposud neznámou nebo neprozkoumanou. V aplikované matematice se tento pojem používá hlavně pro odhad hodnot nějaké empiricky zjišťované závislosti mimo oblast naměřených bodů, například pokud se z minulých hodnot populace nějakého státu hledá odhad, jaký počet lidí v něm bude žít za deset let. V tomto smyslu je extrapolace (zpravidla méně přesným) doplňkem interpolace, jež se soustředí na interval, v němž již byly hodnoty zjištěny (např. z hodnot populace dle sčítání lidu v letech 2001, 2011 a 2021 bychom se mohli snažit interpolací odhadnout počet obyvatel v roce 2013). Z matematického hlediska se pak pro obě úlohy, interpolaci i extrapolaci, používají podobné postupy.